# 8. мај
8. мај (08.05) је 128. дан у години по грегоријанском календару (129. у преступној години). До краја године има још 237 дана.

## Догађаји
- 1429 — Победом француске војске над Енглезима завршена је опсада Орлеана у Стогодишњем рату.
- 1783 — Захарије Стефановић Орфелин издао је у Бечу књигу "Искусни подрумар", прву књигу о производњи вина на српском језику.
- 1794 — У Паризу је, по налогу Револуционарног суда, гиљотином погубљен француски хемичар Антоан Лавоазје, оснивач модерне хемије. Формулисао је закон о неуништивости материје и открио процес оксидације.
- 1815 — На брду Љубић, код Чачка, Срби су у Другом српском устанку потукли троструко јачу турску војску.
- 1821 — У бици код Гравије, грчке снаге Одисеја Андруцоса су зауставиле снаге Омера Вириона.
- 1852 — Потписан је Лондонски протокол којим се гарантује интегритет Данске.
- 1894 — Михајло Пупин је у Америци патентирао апарате за телеграфски и телефонски пренос.
- 1900 — Српски физичар Михајло Пупин патентирао је у Њујорку апарат за телефонске и телеграфске преносе на велике удаљености.
- 1902 — Од ерупције вулкана Мон Пеле на Мартинику у Карибима, уништен је град Сен Пјер, а погинуло је више од 30.000 људи.
- 1921 — У Шведској је укинута смртна казна.
- 1942, — Окончана је битка у Коралном мору када су авиони са јапанског носача авиона потопили амерички носач авиона УСС Лексингтон.
- 1945 — Немачки фелдмаршал Вилхелм Кајтел у Берлину потписао завршни документ о окончању Другог светског рата.
- 1949 — Створена је Савезна Република Немачка, у чији састав су ушле дотадашње зоне под америчком, британском и француском контролом, успостављене после Другог светског рата и пораза нациста.
- 1963 — У граду Хуе војници Армије Републике Вијетнам су отворили ватру на будистичке демонстранте који су протестовали због владине одлуке да забрани истицање будистичке заставе на празник Весак, усмртивши 9 особа.
- 1970 — Битлси издали свој последњи албум, „Let It Be“.
- 1973 — У Јужној Дакоти, у САД, окончана је побуна Индијанаца који су 10 недеља у опсади држали мало преријско насеље.
- 1980 — У Београду је сахрањен председник СФРЈ Јосип Броз Тито. Сахрани су присуствовали највиши представници више од 120 земаља, као и 200 партија. Директан пренос сахране преузеле су телевизијске станице из више од 40 земаља.
- 1984 — Совјетски олимпијски комитет одлучио је да бојкотује Олимпијске игре у Лос Анђелесу, оптуживши владу САД за кршење Олимпијске повеље.
- 1992 — У СР Југославији је пензионисано 38 генерала, међу којима и начелник Генералштаба Благоје Аџић. Нови шеф ГШ постао је генерал-пуковник Живота Панић.
- 1994 — На парламентарним изборима у Мађарској победили су социјалисти Ђуле Хорна.
- 1999 —
  - У ваздушним ударима НАТО-а на СР Југославију погођена је амбасада Кине у Београду. Погинуло је четворо кинеских држављана, а најмање 10 рањено. Инцидент је озбиљно пољуљао односе САД и Кине и уследили су масовни протести у Кини.
  - Под неразјашњеним околностима убијен је Фехми Агани, најближи сарадник лидера Демократског савеза Косова Ибрахима Ругове. Његово тело пронађено је код Липљана на Косову.
- 2001 —
  - СР Југославија је примљена као пуноправни члан у Светску банку.
  - Папа Јован Павле II окончао је своју историјску посету Сирији, чиме је постао први папа који је ушао у џамију. Ту земљу је напустио молитвом за мир између Јевреја и Арапа.
- 2003 —
  - У америчком Сенату једногласно је усвојен предлог о проширењу НАТО-а за седам бивших источноевропских комунистичких земаља (Летонија, Литванија, Естонија, Словенија, Словачка, Бугарска и Румунија).
  - Марокански краљ Мухамед је поводом рођења свог сина, наследника, ослободио више од 9.000 затвореника, што је највећа амнестија у историји ове земље.
- 2007 — Заменик председника Српске радикалне странке, Томислав Николић, изабран за председника Скупштине Србије уз подршку посланика Демократске странке Србије.
- 2021 — Нарко картели: Бразилске снаге безбедности ликвидирале су 29 чланова банде у фавели Жакарезињу у северном делу Рио де Жанеира.

## Рођења
- 1828 — Анри Динан, швајцарски филантроп, оснивач Црвеног крста и добитник прве Нобелове награде за мир (1901). (прем. 1910)[1]
- 1859 — Јохан Јенсен, дански математичар и инжењер. (прем. 1925)[2]
- 1884 — Хари Труман, амерички политичар, 33. председник САД. (прем. 1972)[3]
- 1903 — Фернандел, француски глумац и певач. (прем. 1971)[4]
- 1906 — Роберто Роселини, италијански редитељ, сценариста и продуцент. (прем. 1977)[5]
- 1911 — Роберт Џонсон, амерички блуз музичар. (прем. 1938)[6]
- 1912 — Џорџ Вудкок, канадски књижевник, есејиста и књижевни критичар. (прем. 1995)[7]
- 1916 — Жоао Авеланж, свестрани бразилски спортиста, такмичар на Олимпијским играма у два спорта, дугогодишњи председник ФИФА. (прем. 2016)[8]
- 1926 — Дон Риклс, амерички комичар, глумац и писац. (прем. 2017)[9]
- 1930 — Олга Станисављевић, српска глумица. (прем. 1987)[10]
- 1935 — Џек Чарлтон, енглески фудбалер и фудбалски тренер. (прем. 2020)[11]
- 1936 — Марко Вуковић, српски хирург, професор медицине и редовни члан Академије наука и умјетности Републике Српске.[12]
- 1937 — Томас Пинчон, амерички писац.[13]
- 1937 — Драго Чумић, српски глумац. (прем. 2013)[14]
- 1945 — Кит Џарет, амерички пијаниста и композитор.[15]
- 1946 — Боро Стјепановић, српски глумац.[16]
- 1950 — Ристо Кубура, српски новинар, књижевник и публициста. (прем. 2014)[17]
- 1951 — Мајк Д’Антони, америчко-италијански кошаркаш и кошаркашки тренер.[18]
- 1953 — Алекс ван Хејлен, холандско-амерички музичар, најпознатији као суоснивач и бубњар групе Van Halen.[19]
- 1954 — Дејвид Кит, амерички глумац и редитељ.[20]
- 1954 — Стјепан Јершек Штеф, хрватски певач тамбурашке музике.
- 1956 — Жарко Копривица, српски кошаркаш и кошаркашки функционер.[21]
- 1956 — Звонко Миленковић, српски музичар, најпознатији као певач групе Рокери с Мораву. (прем. 2008)[22]
- 1960 — Франко Барези, италијански фудбалер и фудбалски тренер.[23]
- 1964 — Драган Перић, српски атлетичар (бацач кугле и диска).[24]
- 1965 — Татјана Венчеловски, српска глумица, књижевница, новинарка и радио и ТВ водитељка.[25]
- 1966 — Клаудио Тафарел, бразилски фудбалски голман.[26]
- 1970 — Луис Енрике, шпански фудбалер и фудбалски тренер.[27]
- 1970 — Наоми Клајн, канадска новинарка, списатељица и антикорпоративна активисткиња.[28]
- 1975 — Енрике Иглесијас, шпански музичар и глумац.[29]
- 1977 — Теодорос Папалукас, грчки кошаркаш.[30]
- 1977 — Хуан Игнасио Санчез, аргентинско-шпански кошаркаш.[31]
- 1978 — Лусио, бразилски фудбалер.[32]
- 1981 — Стивен Амел, канадски глумац.[33]
- 1981 — Андреа Барзаљи, италијански фудбалер.[34]
- 1981 — Срђан Радоњић, црногорски фудбалер.[35]
- 1985 — Александар Каун, руски кошаркаш.[36]
- 1987 — Јована Адамовић, српска кошаркашица.[37]
- 1989 — Беноа Пер, француски тенисер.[38]
- 1990 — Кемба Вокер, амерички кошаркаш.[39]
- 1992 — Немања Стевановић, српски фудбалски голман.[40]
- 1996 — 6ix9ine, амерички хип хоп музичар.[41]
- 1999 — Џанан Муса, босанскохерцеговачки кошаркаш.[42]
- 2001 — Марко Павићевић, српски кошаркаш.[43]

## Смрти
- 1794 — Антоан Лавоазје, француски хемичар и племић. (рођ. 1743)[44]
- 1873 — Џон Стјуарт Мил, енглески филозоф и политички економиста. (рођ. 1806)[45]
- 1880 — Гистав Флобер, француски књижевник. (рођ. 1812)[46]
- 1903 — Пол Гоген, француски сликар, један од најзначајнијих представника постимпресионизма. (рођ. 1848)[47]
- 1982 — Жил Вилнев, канадски аутомобилиста, возач Формуле 1. (рођ. 1950)
- 1983 — Џон Фанте, амерички писац и сценариста. (рођ. 1909)[48]
- 1988 — Роберт А. Хајнлајн, амерички књижевник, један од најутицајнијих и најпопуларнијих аутора научне фантастике. (рођ. 1907)[49]
- 1999 — Дирк Богард, енглески глумац, књижевник и сценариста. (рођ. 1921)[50]
- 2021 — Хелмут Јан, немачко-амерички архитекта. (рођ. 1940)[51]
- 2022 — Фред Ворд, амерички глумац. (рођ. 1942)[52]

## Празници и дани сећања
- Српска православна црква слави:
  - Светог апостола и јеванђелиста Марка
  - Светог Анијана - епископа Александријског